# کانگ یی سوک
کانگ یی سوک (انگلیسی: Kang Yi-seok؛ زادهٔ ۱۱ نوامبر ۱۹۹۸) بازیگر اهل کره جنوبی است. وی از سال ۲۰۰۶ میلادی تاکنون مشغول فعالیت بوده است.